# Gilberto N. Morillo
Gilberto N. Morillo (1944) es un botánico venezolano.
En 1995, Gilberto Morillo fue elegido curador del Herbario Forestal (MER) de la Universidad de Los Andes en Mérida, Venezuela. Ya había sido curador del herbario de la Facultad de Farmacia (MERF) de la misma universidad, y del Herbario Nacional de Venezuela (VEN) en Caracas. Es colector de Angiospermas, cuyos especímenes se encuentran en el Herbario Nacional de Venezuela. En la actualidad es el investigador con mayor número de publicaciones científicas de la Facultad de Ciencias Forestales y Ambientales (alrededor de 250 publicaciones en su haber).
Especialista a nivel mundial en Asclepiadaceae andinas y ha sido consultor de revistas de gran prestigio en el área de la botánica.

## Especies y géneros nuevos
Marsdenia manarae Morillo
Tillandsia santieusebii Morillo & Oliva-Esteve
Fontellaea

## Algunas publicaciones
- gilberto Morillo, benito Briceño, juan f. Silva. 2000. Distribución de las Asteraceae de los páramos venezolanos. Acta Bot. Venez. 23 (1): 47-68

### Libros
- gilberto Morillo, benito Briceño, juan f. Silva. 2010. Botánica y ecología de las Monocotiledóneas de los Páramos en Venezuela. Volumen 1. Editor Instituto de Ciencias Ambientales y Ecológicas, Universidad de Los Andes, Facultad de Ciencias. 296 pp. ISBN 980-11-1363-4

- benito Briceño, gilberto Morillo. 2006. Catálogo de las plantas con flores de los Páramos de Venezuela: Parte U. Monocotiledóneas (Liliopsida). Acta Bot. Venez. 29 (1): 89-134

- -----------------------, --------------------------. 2002. Catálogo abreviado de las plantas con flores de los páramos de Venezuela. Parte I. Dico-tiledóneas (Magnoliopsida). Acta Acta Bot. Venez. 25 (1): 1-46

- gilberto Morillo. 1987. Flora del Parque Nacional Henri Pittier. Editor N. Martínez, 39 pp.

- --------------------------. 1986. Estudio sobre la flora las Guayanas: Asclepiadaceae : II. especies nuevas o interesantes en Venezuela y Guyana. Editor Herbario de la Facultad de Agronomía de la Universidad de Venezuela, 43 pp.

- --------------------------. 1976. A revision of Blepharodon (Asclepiadaceae). Editor St. Louis University, 163 pp.

## Honores

### Epónimos
- (Apocynaceae) Prestonia morilloi Markgr.[4]

- (Asclepiadaceae) Cynanchum morilloi P.T.Li[5]

- (Asclepiadaceae) Macroditassa morilloana Fontella & M.V.Ferreira[6]

- (Asclepiadaceae) Oxypetalum morilloanum Fontella[7]

- (Asteraceae) Lessingianthus morilloi (V.M.Badillo) H.Rob.[8]

- (Orchidaceae) Acianthera morilloi (Carnevali & I.Ramírez) Luer[9]

- (Piperaceae) Piper morilloi Steyerm.[10]

- La abreviatura «Morillo» se emplea para indicar a Gilberto N. Morillo como autoridad en la descripción y clasificación científica de los vegetales.[11]